# 東京民報
東京民報（とうきょうみんぽう）
1. 1947年 - 1948年に日本で東京民報社 (1947年 - 1948年)から発行された新聞。旧称「民報」、旧社名「民報社」。
2. 1965年に創刊した東京民報社発行の週刊紙。本項で詳述する。

東京民報（とうきょうみんぽう）は、株式会社東京民報社が発行する週刊新聞。日本共産党東京都委員会の機関紙の側面を持つ。キャッチコピーは「東京が見える、東京を変える」。
東京都の社会・地方政治などを「民主・革新陣営」の立場で、関連諸団体の告知・情報も取り上げる。

## 概要
1965年に創刊。コラムや四コマ漫画、囲碁・将棋欄やクロスワード、文化欄もある。合併号は8ページに紙面増。
- 毎週日曜日発行
- ブランケット判4ページ
- 購読料：月額500円
- 郵送の場合月額700円（送料200円）
- 読者数：9,333人（2012年6月1日時点）